# Tattarisaari (ö i Norra Karelen, Mellersta Karelen)
Tattarisaari är en halvö i Finland. Den ligger i sjön Siikajärvi och i kommunen Tohmajärvi i den ekonomiska regionen  Mellersta Karelens ekonomiska region  och landskapet Norra Karelen, i den sydöstra delen av landet, 400 km nordost om huvudstaden Helsingfors.